# جشنواره آهنگ آسیا
جشنوارهٔ آهنگ آسیا (کره‌ای: 아시아송 페스티벌؛ انگلیسی: Asia Song Festival)، به نام A-Song-Fe یا ASF نیز شناخته می‌شود، یک جشنوارهٔ سالانهٔ موسیقی پاپ آسیایی است که از سال ۲۰۰۴ به میزبانی «بنیاد کره برای تبادل بین‌المللی فرهنگ» (KOFICE) در کره جنوبی برگزار می‌شود و هنرمندان کشورهای آسیایی در آن حضور دارند. هنرمندان شرکت کننده، از طرف وزارت فرهنگ، ورزش و جهانگردی کره جنوبی و «بهترین آرتیست آسیایی» از طرف رئیس بنیاد کره برای تبادل بین‌المللی فرهنگ (KOFICE)، لوح تقدیر دریافت می‌کنند. گروه پسرانهٔ کره جنوبی تی‌وی‌ایکس‌کیو تنها هنرمندی است که از اولین مراسم در سال ۲۰۰۴، برای پنج سال متوالی شرکت کرده‌است.
این جشنواره در سیستم پخش سئول در کره جنوبی و فوجی تی‌وی در ژاپن ضبط و پخش می‌شود؛ و دیگر ایستگاه‌های پخش اصلی در سراسر جهان از جمله ایالات متحده آمریکا، چین، هنگ کنگ، تایوان، تایلند، مالزی، اندونزی، برونئی، فیلیپین، فنلاند، بلغارستان، ویتنام و سنگاپور.
آهنگ تم جشنوارهٔ سال ۲۰۱۱، «Dreams Come True» یک آهنگ دونفره از لی دونگهه از گروه سوپر جونیور و سوهیون از گروه گرلز جنریشن بود که در ۱۱ اکتبر ۲۰۱۱ به عنوان یک تک‌آهنگ دیجیتال منتشر شد. درآمد حاصل از فروش آن، به یونیسف اهدا شد تا به کودکان در کشورهای آفریقایی کمک کند.